# Ђино Бартали
Ђино Бартали (итал. Gino Bartali; 18. јул 1914 — Фиренца, 5. мај 2000) је био један од најпопуларнијих и најпознатијих италијанских бициклиста, у времену пре Другог светског рата, који је три пута победио на трци Ђиро д’Италија (1936, 1937, 1946) и два пута на трци Тур де Франс (1938. и 1948). Освајањем другог Тура поставио је рекорд у најдужем размаку између две победе.
Јад Вашем је септембра 2013. признао Баталија, 13 година након његове смрти, за Праведника међу народима због његових напора да помогне Јеврејима током Другог светског рата.

## Детињство и аматерска каријера
Бартали је био трећи син од четворо деце у малој фармерској породици Торела Барталија. Зарађивао је џепарац продајући рафију креаторима чепова за винске боце. Са 13 година је почео да ради у бициклистичкој радњи, а тада је започео и аматерску каријеру. Био је аматер који много обећава. У професионалце је прешао 1935. са 21 годином и већ прве године је освојио национално првенство и Тур Баскијске земље.

## Професионална каријера
На Ђиро д’Италији 1935. Бартали је освојио једну етапу и брдску класификацију, прву од укупно седам колико их је освојио. Наредне године, пре него што је напунио 22 године, освојио је Ђиро д’Италију и Ђиро ди Ломбардија трку. 14. јуна му је погинуо брат, у инциденту на трци и Бартали је био близу одлуке да напусти бициклизам. Ипак, убедили су га да не одустаје. Вратио се 1937. и освојио Ђиро д’Италију по други пут. Његова репутација ван Италије је била таква да је он још један Италијан који не може да вози добро ван своје земље. Суочен са таквим оптужбама, одлучио је да вози Тур де Франс 1937. године. Стартовао је јако лоше, изгубио је осам минута на трећој етапи и преко 10 минута на етапи Балон д Алкас. Ипак је успио да сд врати и обуче жуту мајицу у Греноблу, али то је био крај трке за њега. Он и његова два помоћника, Роси и Камузо, возили су преко моста када се Роси оклизнуо и Бартали је упао у реку. Камузо га је извукао и Бартали је са повређеном руком и коленом завршио етапу 10 минута иза групе, али је остао лидер. Возио је у Алпима, али је изгубио мајицу и повукао се у Марсељу. Анри Дегранж је рекао да ће Бартали освојити Тур наредне године.
Бартали се вратио на Тур 1938. сарађивао је са Белгијанцима по хладном времену, киши и кад је имао механичких кварова. Победио је најтежој етапи са преко пет минута. Коментатор на радију, када је видио италијанску публику како поздравља Барталија са зеленим, белим и црвеним заставама, рекао је "Ови људи су нашли супермена". Због долазећег рата, Италија није послала тим на Тур 1939. Те године је Бартали освојио брдску класификацију на Ђиру, Ђиро ди Ломбардија трку по други пут и Милан—Санремо.
Након рата, Бартали је освојио 1946. Ђиро д’Италију и Тур Швајцарске. 1947. Тур Швајцарске и Милан—Санремо, док је на Туру Романдије завршио други.

### 1948
Бартали се вратио на Тур 1948. да би сазнао да је већина возача које је знао погинула у рату, а ту су били нови возачи, који су почели да возе кад је он престао. Бартали је на првој етапи отишао у бег и узео жуту мајицу. У току Тура, лидер комунистичке партије у Италији је погођен у врат. Напетост у Италији је расла, људи су били револтирани, а онда је Бартали победио на три етапе заредом и стекао је 14 минута предности. Револтираност и бес су прешли на причу о Барталију, све разлике су биле заборављене. Погођени премијер, Тољати, изашао је из болнице да види како Тур напредује и да позове грађане да се смире. Широм земље, сва мржња и непријатељство је нестало и претворило се у славље Барталијеве победе и криза је била избегнута.

### 1950
1950. освојио је Милан—Санремо по четврти пут, а на Ђиро д’Италији је освојио друго место.
На Тур де Франсу, Бартали и Жан Робик су били велики ривали. Робик је отишао Барталију на Обиску, а затим се Бартали вратио на Турмалеу, стигао Робика и њих двојица су возили заједно. Додирнули су се раменима и пали. Бартали је рекао да су француски навијачи поред пута били толико бесни да су га оптужили да је саботирао Робикове шансе и ударили га, а затим су му претили ножем. Бартали се попео на бицикл и освојио етапу. Лидер Италијанског Б тима, Флоренцо Мањ, узео је жуту мајицу. Бартали је након етапе одлучио да напусти Тур, а Жак Годе и Фелих Левитан су отишли у хотел да пробају да га убеде да остане. Са цигаретом у устима, Бартали је рекао да нема намеру да ризикује живот.
Бартали је возио Тур и наредне две године и оба пута је завршио на четвртом месту, осим тога, освојио је национално првенство и друго место на Флеш Валону. 1952. завршио је Ђиро д'Италију на петом, а 1953. на четвром месту. Завршио је каријеру 1954. деветим местом на трци Ђиро дела Емилиа.

## Живот током Другог светског рата
Током Другог светског рата помагао је, ризикујући свој и живот своје породице, да се спасу стотине Јевреја који су били прогоњени од стране нациста. Користио је своју популарност да преноси поруке и документа за италијански покрет отпора. Возио је од Фиренце и Тоскане до Рима носећи мајицу на којој му је писало име. Користећи своју бициклистичку каријеру као покриће, Бартали је прешао хиљаде километара возећи између Фиренце, Луке, Ђенове, Асизија и Ватикана у Риму и преносећи сакривене у оквиру свог бицикла фалсификоване личне карте и друге тајне документе. Његови напори помогли су у спасавању стотина Јевреја који су тражили спас од холокауста у другим европским земљама. Наводно је једном приликом вукао кола са својим бициклом, у којима су се налазиле скривене особе, према граници са Швајцарском, говорећи патролама да је то само један од његових начина тренирања. Ни италијански фашисти ни нацисти, иако су сумњали за његове активности, нису ништа предузимали, бојећи се незадовољства међу народом које би могло узроковати хапшење тако популарне и вољене особе у Италији. Године 2013. Јад Вашем је Ђину Барталију, због његове спасилачке активности, доделио почасну награду Праведни међу народима.

## Ривалство са Копијем
Ривалство Барталија и Копија је поделило Италију. Бартали је био поштован у руралном југу, док је Копи био херој у индустријском северу.
Дана 7. јануара 1940. Копи је доведен у тим Легнано да ради за Барталија. Њихово ривалство је почело када је Копи освојио Ђиро, а Бартали га јурио. На светском првенству 1949. обојица су радије возили лоше него да помогну да онај други победи. Због тога што су гледали само своје ривалство, а не интересе Италијанске бициклистичке федерације, суспендовани су на три месеца.
На Тур де Франсу 1952. њих двојица су поделила воду на успону кол д' Изоар, али се нису сложили око тога ко је понудио боцу. Бартали је изјавио да је он и да му Копи никад ништа није дао.
Упркос њиховом ривалству, које је можда било и појачано након што је Копи освојио Ђиро д’Италију, Бартали је подржавао Копија у намери да освоји Тур де Франс 1949. Двојица сувозача су уништила трку на Алпској етапи до Изоара. Када је Копи имао механички про ле м, Бартали га је чекао, а када се то исто десило Барталију, Копи га је чекао. На задњем успону у Бријакону, Копи је пустио Барталија да победи на свој 35 рођендан и да узме жуту мајицу. Копи је мајицу преузео наредног дана и задржао је до Париза, док је Бартали завршио на другом месту.

## Приватни живот
Бартали је одрастао у религиозној породици у Тоскани и због своје вере је добио надимак Ђино побожни. Молио се пре оброка и вређао је кад су се његови сувозачи клели. Бартали је био песимистичан, његове молитве су почињале са: "све је погрешно, морамо све испочетка".

## Крај каријере и смрт
Бартали је завршио каријеру са 40 година, након повреде у уличном инциденту. Након завршетка каријере, изгубио је много новца.
Бартали је имао операцију срца и уграђен му је бајпас. Умро је од срчаног удара у мају 2000. Председник Европске комисије, Романо Проди, назвао га је најпоштенијим спортистом.

## Достигнућа у каријери

### Временска линија резултата Гранд Тоур
Извори:
|                         | 1935 | 1936 | 1937    | 1938 | 1939 | 1940 | 1941 | 1942 | 1943 | 1944 | 1945 | 1946 | 1947 | 1948 | 1949 | 1950   | 1951 | 1952 | 1953 | 1954 |
| Ђиро д’Италија          | 7    | 1    | 1       | DNE  | 2    | 9    | N/A  | N/A  | N/A  | N/A  | N/A  | 1    | 2    | 8    | 2    | 2      | 10   | 5    | 4    | 13   |
| Освојене етапе          | 1    | 3    | 4       | —    | 4    | 2    | N/A  | N/A  | N/A  | N/A  | N/A  | 0    | 2    | 0    | 0    | 1      | 0    | 0    | 0    | 0    |
| Планинска класификација | 1    | 1    | 1       | —    | 1    | 1    | N/A  | N/A  | N/A  | N/A  | N/A  | 1    | 1    | 3    | 2    | 2      | NR   | 3    | 3    | NR   |
| Класификација поена     | N/A  | N/A  | N/A     | N/A  | N/A  | N/A  | N/A  | N/A  | N/A  | N/A  | N/A  | N/A  | N/A  | N/A  | N/A  | N/A    | N/A  | N/A  | N/A  | N/A  |
| Тур де Франс            | DNE  | DNE  | DNF-12A | 1    | DNE  | N/A  | N/A  | N/A  | N/A  | N/A  | N/A  | N/A  | DNE  | 1    | 2    | DNF-12 | 4    | 4    | 11   | DNE  |
| Освојене етапе          | —    | —    | 1       | 2    | —    | N/A  | N/A  | N/A  | N/A  | N/A  | N/A  | N/A  | —    | 7    | 1    | 1      | 0    | 0    | 0    | —    |
| Планинска класификација | —    | —    | NR      | 1    | —    | N/A  | N/A  | N/A  | N/A  | N/A  | N/A  | N/A  | —    | 1    | 2    | NR     | 2    | 6    | —    | —    |
| Класификација поена     | N/A  | N/A  | N/A     | N/A  | N/A  | N/A  | N/A  | N/A  | N/A  | N/A  | N/A  | N/A  | N/A  | N/A  | N/A  | N/A    | N/A  | N/A  | 9    | —    |
| Вуелта а Еспања         | DNE  | DNE  | N/A     | N/A  | N/A  | N/A  | DNE  | DNE  | N/A  | N/A  | DNE  | DNE  | DNE  | DNE  | N/A  | DNE    | N/A  | N/A  | N/A  | N/A  |
| Освојене етапе          | —    | —    | N/A     | N/A  | N/A  | N/A  | —    | —    | N/A  | N/A  | —    | —    | —    | —    | N/A  | —      | N/A  | N/A  | N/A  | N/A  |
| Планинска класификација | —    | —    | N/A     | N/A  | N/A  | N/A  | —    | —    | N/A  | N/A  | —    | —    | —    | —    | N/A  | —      | N/A  | N/A  | N/A  | N/A  |
| Класификација поена     | N/A  | N/A  | N/A     | N/A  | N/A  | N/A  | N/A  | N/A  | N/A  | N/A  | N/A  | N/A  | N/A  | N/A  | N/A  | N/A    | N/A  | N/A  | N/A  | N/A  |

| 1     | Победник                                               |
| 2–3   | Прва три - финиш                                       |
| 4–10  | Првих десет - финиш                                    |
| 11–   | Други финиш                                            |
| DNE   | Није учествовао                                        |
| DNF-x | Није завршио (пензионисан на сцени x)                  |
| DNS-x | Није завршио (није започео на сцени x)                 |
| HD    | Завршио ван временског лимита (догодило се на сцени x) |
| DSQ   | Дисквалификован                                        |
| N/A   | Трка/класификација није одржана                        |
| NR    | Није рангиран у овој класификацији                     |

### Хронологија резултата
Sources:
| Остварење           | 1935 | 1936 | 1937 | 1938 | 1939 | 1940         | 1941         | 1942         | 1943         | 1944         | 1945         | 1946 | 1947 | 1948 | 1949 | 1950 | 1951 | 1952 | 1953 | 1954 |
| ------------------- | ---- | ---- | ---- | ---- | ---- | ------------ | ------------ | ------------ | ------------ | ------------ | ------------ | ---- | ---- | ---- | ---- | ---- | ---- | ---- | ---- | ---- |
| Милано—Санремо      | 4    | 23   | —    | 7    | 1    | 1            | 12           | 11           | 5            | Није одржано | Није одржано | 4    | 1    | 30   | 15   | 1    | 27   | 37   | 34   | 13   |
| Ронде ван Фландерен | —    | —    | —    | —    | —    | —            | —            | —            | —            | —            | —            | —    | —    | —    | —    | —    | —    | —    | —    | —    |
| Париз—Рубе          | —    | —    | —    | —    | —    | Није одржано | Није одржано | Није одржано | —            | —            | —            | —    | —    | —    | —    | —    | —    | —    | —    | —    |
| Лијеж—Бастоњ—Лијеж  | —    | —    | —    | —    | —    | Није одржано | Није одржано | Није одржано | —            | NH           | —            | —    | —    | —    | —    | —    | 6    | —    | —    | —    |
| Ђиро ди Ломбардија  | 3    | 1    | 2    | 2    | 1    | 1            | 9            | 2            | Није одржано | Није одржано | 3            | —    | 2    | —    | —    | 31   | 11   | 36   | —    | —    |

| — | Did not compete |